# ジェネレータ (プログラミング)
ジェネレータは、プログラムにおいて、数列の各要素の値などを次々と生成（ジェネレート）し他の手続きに渡す、という機能を持っている手続きである。値を渡す方法としては、コールバックのようにして他の手続きを呼ぶものもあれば、呼び出される度に次々と異なる値を返す関数であることもある。

## 性質
「呼び出される度に次々と異なる値を返す関数」である場合は、参照透過ではない。イテレータは、コンテナに含まれる値ひとつひとつに対して走るジェネレータの一種である。ジェネレータの実装としてはコルーチンやcall/ccやマルチスレッドを使う方法が考えられる。また、言語によって詳細が異なるものを「ジェネレータ」と呼んでいる。擬似乱数発生器は、ジェネレータの一例である。
なおyieldというキーワードを使っていればジェネレータ、と取られることもあるが間違いである。

## 歴史
CLU(1975年初出)の歴史を記した "A History of CLU" には、「Iterators were inspired by a construct in Alphard called a "generator"」（(CLUの)イテレータはAlphardのジェネレータと呼ばれる構成要素に影響を受けた）とある。AlphardのジェネレータはIPL-Vに由来する。IPL-Vにおけるジェネレータは、関数プログラミングにおける代表的な高階関数のひとつであるmap関数に似た働きをするもので、リストの各要素に適用するための手続きと、リストを受け取って、各要素にその手続きを適用したリストを生成する。
他に、Icon・Python・JavaScriptにジェネレータと呼ばれるものがある（イテレータも参照）。

## 例

### Python
Pythonでは、関数定義の中にyield文があると、その関数定義は通常の関数を定義するのではなく、一種のコルーチンの記述のようになる。yield文を含む関数は、イテレータと同じインタフェースを持つ呼び出し可能オブジェクトを返す関数になる。ジェネレータの語は、「yield文を含む関数定義により定義された関数」と、それが返す「イテレータと同じインタフェースを持つ呼び出し可能オブジェクト」を、はっきりと区別せずに使われているが、ここでは、前者をジェネレータ、後者をイテレータと呼ぶ。
このイテレータは、ジェネレータの定義中の各yield文の所まで実行した状態を保存するスタックフレームを保持するオブジェクトであると考えることができる。イテレータのnext()が呼び出されると、Pythonは保存されたフレームを復帰し、次のyield文に到達するまで実行する。yield文の実行によりフレームは再び保存され、yieldの引数の値がnext()の呼び出し元に返される。
```
def
 
countfrom
(
n
):

    
while
 
True
:

        
yield
 
n

        
n
 
+=
 
1

# Example use: 10 から 20 までの整数を表示する。

for
 
i
 
in
 
countfrom
(
10
):

    
if
 
i
 
<=
 
20
:

        
print
 
i

    
else
:

        
break

# もう一つのジェネレータ。必要に応じて素数をいくらでも作成する

def
 
primes
():

    
n
 
=
 
2

    
p
 
=
 
[]

    
while
 
True
:

        
if
 
not
 
any
(
 
n
 
%
 
f
 
==
 
0
 
for
 
f
 
in
 
p
 
):

            
yield
 
n

            
p
.
append
(
 
n
 
)

        
n
 
+=
 
1

>>>
 
f
 
=
 
primes
()

>>>
 
f
.
next
()

2

>>>
 
f
.
next
()

3

>>>
 
f
.
next
()

5

>>>
 
f
.
next
()

7

```

上記の例は Python 2.5 以上か、NumPy モジュールの any() 関数を使用できる環境で動作する。

### Scheme
Schemeでは、単純には遅延評価を利用した実装が考えられる。
```
;; SRFI 41と言うライブラリを使用(この辺は実装依存)

(
import
 
streams-primitive
)

(
import
 
streams-derived
)

(
define
 
(
countfrom
 
n
)

  
(
let
 
((
str
 
(
stream-from
 
n
)))

    
(
lambda
 
()

      
(
let
 
((
head
 
(
stream-car
 
str
))

            
(
tail
 
(
stream-cdr
 
str
)))

        
(
set!
 
str
 
tail
)

        
head
))))

;; Example use: 10 から 20 までの整数を表示する。

(
call/cc

 
(
lambda
 
(
break
)

   
(
letrec
 
((
iter

             
(
countfrom
 
10
)))

     
(
let
 
loop
 
((
i
 
(
iter
)))

       
(
if
 
(
<=
 
i
 
20
)

          
(
begin
 
(
display
 
i
)

                
(
newline
)

                
(
loop
 
(
iter
)))

          
break
)))))

;; 必要に応じて素数をいくらでも作成するジェネレータ

(
define
 
(
primes
)

  
(
letrec
 
((
sieve

            
(
lambda
 
(
stream
)

              
(
let
 
((
obj
 
(
stream-car
 
stream
)))

                
(
stream-cons

                 
obj

                 
(
sieve
 
(
stream-filter

                         
(
lambda
 
(
x
)

                           
(
not
 
(
zero?
 
(
remainder
 
x
 
obj
))))

                         
(
stream-cdr
 
stream
))))))))

    
(
let
 
((
p
 
(
sieve
 
(
stream-from
 
2
))))

      
(
lambda
 
(
message
)

        
(
case
 
message

          
((
next
)
 
(
let
 
((
head
 
(
stream-car
 
p
))

                        
(
tail
 
(
stream-cdr
 
p
)))

                    
(
set!
 
p
 
tail
)

                    
head
))

          
(
else
 
'hoge
))))))

>
 
(
define
 
f
 
(
primes
))

>
 
(
f
 
'next
)

2

>
 
(
f
 
'next
)

3

>
 
(
f
 
'next
)

5

>
 
(
f
 
'next
)

7

>

```

また、Schemeにおいては、継続を使って実装したサンプルがある。

### C#
C#にもyieldキーワードがある。
yieldステートメントを含むブロックを反復子 (iterator) もしくは反復子ブロック (iterator block) と呼ぶが、これはジェネレータそのものである。
- 反復子メソッドの戻り値にはIEnumerable/IEnumeratorもしくはジェネリック版のIEnumerable<T>/IEnumerator<T>のいずれかを指定する
- yield returnは値を生成する
- yield breakは値の生成を終了する

```
// startからendまでの整数を生成するジェネレータ

static
 
IEnumerable
<
int
>
 
CountTo
(
int
 
start
,
 
int
 
end
)
 
{

    
for
 
(
int
 
i
 
=
 
start
;
 
i
 
<=
 
end
;
 
++
i
)
 
{

        
yield
 
return
 
i
;

    
}

    
yield
 
break
;

}

// 上記ジェネレータを使用して、10から20までの整数を表示

foreach
 
(
int
 
i
 
in
 
CountTo
(
10
,
 
20
))
 
{

    
Console
.
WriteLine
(
i
);

}

// 素数を必要なだけ生成するジェネレータ

static
 
IEnumerator
<
long
>
 
Primes
()
 
{

    
long
 
n
 
=
 
2L
;

    
var
 
p
 
=
 
new
 
List
<
long
>
();

    
while
 
(
true
)
 
{

        
if
 
(
!
p
.
Any
(
x
 
=>
 
n
 
%
 
x
 
==
 
0
))
 
{

            
yield
 
return
 
n
;

            
p
.
Add
(
n
);

        
}

        
n
++
;

    
}

}

// 上記ジェネレータを使用して、1000以下の素数を表示

var
 
primes
 
=
 
Primes
();

while
 
(
primes
.
MoveNext
())
 
{

    
if
 
(
1000
 
<
 
primes
.
Current
)
 
{
 
break
;
 
}

    
Console
.
WriteLine
(
primes
.
Current
);

}

```